# Teychtayatt
 (juillet 2017).
Si vous disposez d'ouvrages ou d'articles de référence ou si vous connaissez des sites web de qualité traitant du thème abordé ici, merci de compléter l'article en donnant les références utiles à sa vérifiabilité et en les liant à la section « Notes et références ».
 (novembre 2015).
Teychtayatt, en arabe ( التيشطايات), est un village situé dans le sud de la Mauritanie, à 20 km à l'ouest de la commune de Rkiz, et à 30 km au sud-est de Mederdra.